# Cleopatra exarata
Cleopatra exarata là một loài ốc nước ngọt với một nắp, là động vật chân bụng sống dưới nước động vật thân mềm thuộc họ Paludomidae.
Nó là loài đặc hữu của Kenya. Nơi sống tự nhiên của chúng là sông ngòi and sông có nước theo mùa]]. Chúng hiện đang bị đe dọa vì mất nơi sống.